# Davide Lampugnani
Davide Lampugnani (Mantova, 4 luglio 1969) è un ex calciatore italiano, di ruolo difensore.

## Carriera
Cresciuto nelle giovanili del Mantova, Lampugnani iniziò la carriera con i lombardi nel 1985 in Serie C2. Nell'estate dell'anno seguente approdò in Serie A nel Napoli, con cui però non scese mai in campo.
Dopo essere ritornato nuovamente in Serie C2 al Mantova, si trasferì al Suzzara e poi ancora al Mantova in Serie C1, nel 1990 passò alla Lazio con cui esordì nella massima serie nazionale il 30 settembre dello stesso anno all'Olimpico, entrando in campo al 76' contro il Milan (1-1). Con i biancocelesti disputò in totale 6 partite in Serie A, 3 delle quali da titolare, con debutto dal 1' il successivo 25 novembre 1990 sul campo del Cesena (altro 1-1).
Nel novembre del 1991 si trasferì in Serie B col Messina, mentre nelle due stagioni seguenti giocò con il Pisa nella stessa categoria.
Nel 1994 tornò ancora a Mantova, nell'allora Campionato Nazionale Dilettanti, per poi giocare tre stagioni in C2 con Benevento, Mobilieri Ponsacco e Biellese.
Nel 1998 firmò per il Montichiari, con cui a fine stagione conquistò la promozione in Serie C2. Nel gennaio del 2000 passò alla Poggese, con cui vinse il campionato di Serie D conquistando un'altra promozione in Serie C2 nel 2001.
Si ritirò nel 2002, dopo la retrocessione in Serie D della squadra di Poggio Rusco.

## Palmarès

### Club

#### Competizioni nazionali
- Campionato italiano: 1

Napoli: 1986-1987
- Coppa Italia: 1

Napoli: 1986-1987
- Serie C2: 1

Mantova: 1987-1988
- Campionato Nazionale Dilettanti: 1

Montichiari: 1998-1999
- Serie D: 1

Poggese: 2000-2001